# 오버헤드 프로젝터

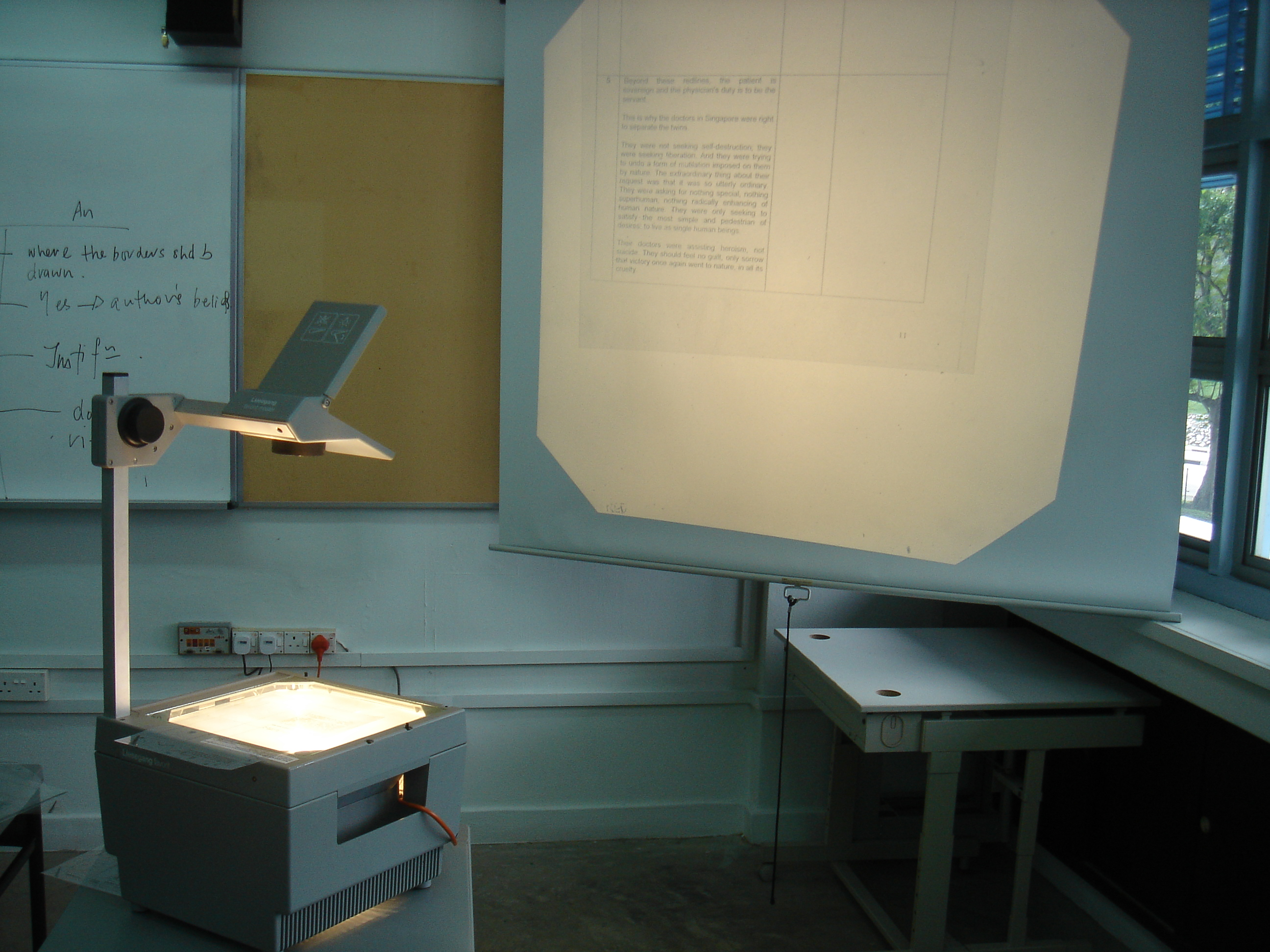
교실 수업 동안 작동하는 오버헤드 프로젝터

오버헤드 프로젝터(overhead projector: OHP, 오버헤드 영사기)는 관중에게 그림을 보여 주는 데 쓰이는 디스플레이 시스템이다.

## 구조
오버헤드 프로젝터는 매우 밝은 광원(빛)과 냉각 팬을 내장한 상자 위에 렌즈가 장착된 장치이다. 그 위에 암이 있고, 빛을 반사하여 프로젝션 스크린에 투영한다.
그림을 보여 주려면 OHP 시트를 렌즈 위에 두면 된다. 광원의 빛은 OHP 시트를 투과하여 반사경에 모이면 프로젝션 스크린에 OHP의 내용이 표시된다. 여기에 쓰이는 거울로 청중과 말하는 사람이 동시에 그 화면을 볼 수 있다. 이를테면, 말하는 사람은 OHP 시트를 직접 보고 이야기하고, 청중은 스크린을 보게 된다.

## 대안
오버헤드 프로젝터는 한때 교실이나 회의실에는 필수품이었지만, 최근에는 서서히 대형의 컴퓨터 모니터나 영상 프로젝터, 화이트 보드 등에 밀려나고 있다. 새로운 시스템에서는 마이크로소프트 파워포인트와 같은 프레젠테이션 소프트웨어를 사용해 프레젠테이션을 구축할 수 있다.

## 팝 문화 참조
- The Art of the Overhead
- Farewell to Overhead

## 같이 보기
- 프로젝터
- 슬라이드쇼